# Barcelona Open Banco Sabadell 2019
Barcelona Open Banc Sabadell 2019 (còn được biết đến với Torneo Godó) là một giải quần vợt nam thi đấu trên mặt sân đất nện ngoài trời. Đây là lần thứ 67 giải đấu được tổ chức và là một phần của ATP World Tour 500 của ATP World Tour 2019. Giải đấu diễn ra tại Real Club de Tenis Barcelona ở Barcelona, Catalonia, Tây Ban Nha, từ ngày 22 tháng 4 đến ngày 28 tháng 4 năm 2019.

## Điểm và tiền thưởng

### Phân phối điểm
| Sự kiện | VĐ  | CK  | BK  | TK | Vòng 1/16 | Vòng 1/32 | Vòng 1/64 | Q  | Q2 | Q1 |
| Đơn     | 500 | 300 | 180 | 90 | 45        | 20        | 0         | 10 | 4  | 0  |
| Đôi     | 500 | 300 | 180 | 90 | 0         | —         | —         | 45 | 25 | 0  |

### Tiền thưởng
| Sự kiện | VĐ       | CK       | BK       | TK      | Vòng 1/16 | Vòng 1/32 | Vòng 1/64 | Q2     | Q1     |
| Đơn     | €503,015 | €253,000 | €128,000 | €67,000 | €33,580   | €17,685   | €9,920    | €3,735 | €1,865 |
| Đôi     | €169,300 | €82,880  | €41,560  | €21,330 | €11,020   | —         | —         | —      | —      |

## Nội dung đơn

### Hạt giống
| Quốc gia | Tay vợt               | Xếp hạng1 | Hạt giống |
| -------- | --------------------- | --------- | --------- |
| ESP      | Rafael Nadal          | 2         | 1         |
| GER      | Alexander Zverev      | 3         | 2         |
| AUT      | Dominic Thiem         | 5         | 3         |
| JPN      | Kei Nishikori         | 6         | 4         |
| GRE      | Stefanos Tsitsipas    | 8         | 5         |
| RUS      | Karen Khachanov       | 12        | 6         |
| RUS      | Daniil Medvedev       | 14        | 7         |
| ITA      | Fabio Fognini         | 18        | 8         |
| CAN      | Denis Shapovalov      | 20        | 9         |
| BEL      | David Goffin          | 21        | 10        |
| FRA      | Gilles Simon          | 26        | 11        |
| ESP      | Pablo Carreño Busta   | 27        | 12        |
| BUL      | Grigor Dimitrov       | 28        | 13        |
| Hoa Kỳ   | Frances Tiafoe        | 29        | 14        |
| FRA      | Lucas Pouille         | 31        | 15        |
| CAN      | Félix Auger-Aliassime | 33        | 16        |

- 1 Bảng xếp hạng vào ngày 15 tháng 4 năm 2019.

### Vận động viên khác
Đặc cách:
- Grigor Dimitrov
- David Ferrer[2]
- Nicola Kuhn
- Feliciano López
- Alexander Zverev

Vượt qua vòng loại:
- Federico Delbonis
- Hugo Dellien
- Marcel Granollers
- Albert Ramos Viñolas
- Diego Schwartzman
- Pedro Sousa

Thua cuộc may mắn:
- Guido Andreozzi
- Roberto Carballés Baena
- Nicolás Jarry

### Rút lui
- Chung Hyeon → thay thế bởi  Nicolás Jarry
- Alex de Minaur → thay thế bởi  Mischa Zverev
- Fabio Fognini → thay thế bởi  Roberto Carballés Baena
- Philipp Kohlschreiber → thay thế bởi  Guido Andreozzi

## Nội dung đôi

### Hạt giống
| Quốc gia | Tay vợt              | Quốc gia | Tay vợt      | Xếp hạng1 | Hạt giống |
| -------- | -------------------- | -------- | ------------ | --------- | --------- |
| POL      | Łukasz Kubot         | BRA      | Marcelo Melo | 10        | 1         |
| GBR      | Jamie Murray         | BRA      | Bruno Soares | 17        | 2         |
| COL      | Juan Sebastián Cabal | COL      | Robert Farah | 22        | 3         |
| AUT      | Oliver Marach        | CRO      | Mate Pavić   | 23        | 4         |

- Bảng xếp hạng vào ngày 15 tháng 4 năm 2019.

### Vận động viên khác
Đặc cách:
- Pablo Carreño Busta /  Feliciano López
- David Marrero /  Fernando Verdasco

Vượt qua vòng loại:
- Roberto Carballés Baena /  Jaume Munar

## Nhà vô địch

### Đơn
- Dominic Thiem đánh bại  Daniil Medvedev, 6–4, 6–0

### Đôi
- Juan Sebastián Cabal /  Robert Farah đánh bại  Jamie Murray /  Bruno Soares, 6–4, 7–6(7–4)